# スケバン刑事 (ドラマ第1作)
『スケバン刑事』（スケバンデカ）は、1985年4月11日から10月31日まで毎週木曜日19:30 - 20:00に、フジテレビ系で放送された日本のアクション学園ドラマ。主演は斉藤由貴。
和田慎二の漫画『スケバン刑事』を原作としたテレビドラマの第1作である。全24話とメイキング1話が放映された。

## 概要

### 企画要因
フジテレビで『うる星やつら』『さすがの猿飛』等のアニメ作品を担当していたプロデューサー・岡正は、以前より和田慎二の原作漫画に注目しており、『スケバン刑事』の企画自体も構想しており実写化のタイミングをうかがっていた。漫画連載終了後の1985年に、東映不思議コメディーシリーズと同じ、東映東京制作所の子会社・東映映像の制作でテレビドラマ化された。不思議コメディーシリーズのスピンオフ的作品である前作『TVオバケてれもんじゃ』がゴールデンタイム枠で失敗、打ち切りとなったことから、それまでの日曜朝の子供番組と方向性を変えるため、アイドルを起用した実写もので、東映東京制作所が得意とするアクションと特撮の部分を加味してそれまでにない学園ドラマを製作するとの狙いから、フジテレビ主導で本作の企画が進められた。当初は麻宮サキ役に宇沙美ゆかりが内定していたが、他の映画と撮影時期が重なったために宇沙美が降板したことで、前年に明星食品「青春という名のラーメン」のCMで注目され、1985年2月に発売した歌手デビュー曲『卒業』が30万枚を超えるヒットとなった人気急上昇中の新人アイドル・斉藤由貴が起用された。
当初本作品のパイロット版にあたる第1話は小西通雄が監督する予定であったことがインタビューで明らかにされている。しかし小西が『宇宙刑事シャイダー』の追加分エピソードを急遽撮影しなければならなくなり、パイロット演出には当時不思議コメディーシリーズのメイン監督だった坂本太郎が急遽登板することになった。坂本はそれまでの手掛けた作品とテイストの異なるハードな作風に尻込みしていたが、企画の岡正が坂本に無断で音楽を差し替えたものを観て岡の目指すものが理解できたという。岡は時代へのアンチテーゼとして「強い女性」を意識したと語り、女子高生が007ばりに大活躍するミス・ヒーローとして製作された。
アクションは大野剣友会が担当している。

### 展開
ドラマは前期の、サキが様々な事件を一話単位で解決する「サキ活躍編」と、原作にも登場する海槌三姉妹を相手に、連続ドラマの形式で展開する後期の「悪魔の三姉妹編」(11話～)の二部に分かれている。
本作品は原作第1部をベースにした作品だが、サキの父・俊也の殺害で服役している母・ナツがサキに冷たく当たる理由や原作に登場する妹・美幸の存在が削除されたため近親憎悪ではなく殺人の真相が海槌一族による冤罪であることや、神・沼・三平・暗闇指令などのサブキャラクター設定の変更、同じく海槌三姉妹の設定や原作では二人の妹は麗巳により殺されるのだが、ドラマでは逮捕・連行されるその末路の変更と細部についてはかなり違っているところもあるなど、映像化にあたって物語や設定はかなり脚色されている。
劇中ナレーションは第10話までを川島千代子が担当し、第11話以降は山口奈々が担当している。
劇伴は新田一郎が担当。主題歌の『白い炎』は、シングル・ヴァージョンとアルバム・ヴァージョンがあり、ドラマではアルバム・ヴァージョンが使用されている。

### 社会現象
当初はキワモノ番組として扱われ原作ファンからも不評で、視聴率（現在の平均世帯視聴率）は初回が13.3％だったものの、第5話で9.6％に下がったことで早期の打ち切りも検討されていたが、第二部に入った頃から急激に人気が高まり、斉藤の容姿と役柄とのギャップや特撮ヒーローを思わせる作風など独特の雰囲気が次第に好評を得て人気番組となった。その結果、ドラマファンのみならずアイドルファンやアニメファンまでを巻き込んで恒常的な人気を得てシリーズ化され、後に南野陽子や浅香唯主演の二作の続編が制作され、映画化もされた。斉藤がNHK朝の連続テレビ小説の主演となったことにより、作品は2クールで終了して第2シリーズ『スケバン刑事II 少女鉄仮面伝説』へ繋がることとなる。
また、本作のヒットに影響されて、フジテレビではシリーズ作品以外にも『少女コマンドーIZUMI』や『花のあすか組!』が制作され、他局でも『セーラー服反逆同盟』といった類似路線の作品が作られている。

### 評論
- 早見慎司は「本作を含め、東映のスケバンものに『不良少女とよばれて』などの大映ドラマの影響があるという見方は、東映に失礼でないか?スケバンものを開拓したのは東映であるし、任侠路線から、渡世人＝ほんとうの人情を知っている、から、番長、スケバンに筋が通った人間というコンセプトを確立したのも東映であるし、清い不良がやくざと闘う大映ドラマの不良ものも、東映の不良性感度映画に影響を受けたものでないか」などと論じている[17]。

- 東映側でプロデューサー補の手塚治は、時代劇、刑事物、特撮物が主流であった当時の東映テレビ部において、『スケバン刑事』は「青春物」であったと語り、フジテレビで数々のアニメで時代のトップを走った岡正や、出版社出身の前田和也、東映で青春物を多く手掛けた中曽根千治らが製作に関わったが故、「セーラー服を着た勧善懲悪の子供向けアクション」という型に嵌めず、「1980年代の青春」を描いたことが、作品のヒットに繋がったのかもしれないと語っている[18]。

## 登場人物

### 主人公
麻宮サキ（）
演 - 斉藤由貴（少女期：林美穂）
本作品の主人公。
ドラマ版では敵の目の前にヨーヨーを投げた後、組み込まれている桜の代紋（旭日章）を見せ「鷹ノ羽学園2年B組麻宮サキ。またの名は（を）“スケバン刑事”」で始まる名乗りの啖呵を切り、さらに続けて「スケバンまで張ったこの麻宮サキが、何の因果か落ちぶれて、今じゃマッポの手先。笑いたければ笑えばいいさ。だがな! てめぇらみてぇに魂までは薄汚れちゃいねぇんだぜ!」と自分の学生刑事になった経歴と、対峙している敵に自分の怒りを言い放つ。また、次回予告では後半部分を用いた「てめぇら、許せねぇ!」と叫びながらヨーヨーを投げつける映像で締める。これらのシークエンスは、のちの作品にも受け継がれた。
関東北少年院に送られていた時、少年院を訪れた暗闇指令と神恭一郎から、一度だけ特命を受け、刑事となることを引き受ける。その後、退学処分となった鷹ノ羽学園に復学、サキの父である夫・俊也殺しの罪を着せられた母親ナツの死刑の無期延期を条件に以後スケバン刑事となった。武器は桜の代紋が入った重合金のヨーヨー。左利きであるが、少年院での仲間のリンチにより、右手の骨を潰されたことが原因である。愛車はカワサキ・GPz250。
時には別の学校に転校しながら指令遂行を全うしていたが、中盤より海槌家の陰謀に巻き込まれ、海槌三姉妹および海槌家当主である剛三と戦いを繰り広げられることとなる。剛三と母・ナツおよび自分との関係を知らされるが、戦いを続行。ついに海槌一族の野望を打ち砕くが、海槌三姉妹の長女・麗巳との戦いの末、生死不明となる。

### 暗闇機関
神恭一郎（）
演 - 中康次
暗闇機関のエージェントで、スケバン刑事となったサキをサポートする。原作とは設定がかなり異なっており、パート2において2代目麻宮サキが着けていた鉄仮面も原作では彼が所有していた。原作とは違い短髪で、愛車は黄色のポルシェ・911である。自分たちを襲撃して来るバイク集団を跳び蹴りで撃退する（第12話）など、格闘術にも優れている。
海槌麗巳に薬で洗脳され拉致されている三平を救出するも凶弾に倒れ、サキに見守られながら絶命した。
暗闇指令（）
演 - 長門裕之
サキをスケバン刑事に任命した張本人。3シリーズ全てに出演している。
エージェントである神恭一郎と共にサキの収容されている関東北少年院を訪れ、サキに母親・ナツの死刑執行の無期延期と引き換えに主に学園の犯罪を追及する学生刑事として任命する。実はかつて、ナツの裁判を担当した裁判官の一人であり、当時6歳だったサキの証言を信じ、この事件に重大な疑惑があるとして法務大臣に直訴状を提示し、自身の辞職と引き換えに執行停止を下させた過去がある。
普段はエージェントである神が手渡すビデオやテープレコーダーからの声のみの指令が多く、姿を見せることはなかった。エンディングの出演者のクレジットも、番組途中までは「暗闇指令 ?」と記されており視聴者にも演じる俳優名が伏せられていた。その後ようやくその姿を現し、エンディングでも「暗闇指令 長門裕之」と表示された。

### 鷹ノ羽学園

#### 生徒
夢小路美也子（）
演 - 渡辺千秋
鷹ノ羽学園を追放されたサキに代わり鷹ノ羽学園の番長となったスケバン。1968年6月20日生まれ。ドラマ版のオリジナルキャラクターで原作には登場しない。「スケバンは強いだけじゃなく美しくなければいけない」がモットーで常に手鏡と化粧道具を持ち歩いている。子分にはいつも「番長」と呼ばせている。サキとはずっと反目しあっていたが、海槌麗巳の策略に利用され、従来の在校生たちが全員退学となった責任を感じて自殺を図るも一命を取り止めた事件をきっかけに手下たちと共にサキに協力するようになる。
野分三平（）
演 - 増田康好
鷹ノ羽学園の生徒でサキのクラスメート。原作と違って坊主頭でも財閥の息子でもなく、転校生の設定でサキが番長をしていた頃はまだ鷹ノ羽学園には在籍していなかった。サキに一目惚れし、近づいた。当初はサキが特命刑事であることを知らなかったが、サキの正体を知った後も彼女に対する気持ちは変わらず心の支えになろうとした。
神に対してすら呼び捨てにするサキから「三平くん」と敬称付きで呼ばれている。
川上登美子（） / ハナ子（） / 政代（） / 珠美（）
演 - 金子美香、新井夏実、佐々木和夏、尾崎泰子
4人共に夢小路美也子の手下。
タロウ
演 - 小野寺丈
サキと三平のクラスメート。学園内に何かがあると噂を広める広報的な役割をする。海槌家に経営権が乗っ取られた時は生徒たちが学園を去る中、海槌家に抵抗するため、三平や美也子たちと一緒にサキに協力する。
長谷川 一子（）
演 - 立原麻衣
サキや三平のクラスメート。サキと仲良しであったが、海槌麗巳の手下である転校生・林たけしの策略により命を落とす。

#### 教職員
沼重三（）
演 - 平泉成
鷹ノ羽学園の体育教師でサキの担任。生活指導も担当。原作とは違い、顔に火傷の痕は無く、サキがスケバン刑事であるということを知らない。以前、在学中のサキの不良行為に手を妬き、サキの復学には他の先生同様猛反対であったが、やがてサキの更生を心から望むようになり、サキへ剣道部の入部を勧めたりするなど、親身に接するようになる。
高木町子（）
演 - 児島美ゆき
鷹ノ羽学園の英語教師。沼先生同様、生徒に厳しく、サキの復学にも反対していた。独身であり、美也子たちからは“ヒステリーばあさん”と陰口を叩かれている。普段は校則に厳しいが、海槌亜悠巳の計略する生徒会が自主管理委員会を発足し、暴走する様子を見て、他の先生同様反対する意見を述べていた。
宮川（）
演 - 河合絃司
鷹ノ羽学園校長。上層部の圧力により、サキの復学を認める。「人間形成の教育を重視する」を教訓に学園を規則で締め付けず自由な校風にしている。爆弾魔に校長の職を辞するよう脅迫を受けたこともある。自分の立場よりも常に生徒の身を案じ、殺人容疑で逮捕された女生徒を連行する偽刑事にせめて学園内の手錠はやめてほしいと懇願するなど教育者としての配慮が感じられる。生徒会の風紀の取り締まりの厳罰化を目的とした自主管理委員会に対する教師たちの批判に対しても話し合いで解決しようとする姿勢がみられる。その後、海槌家に経営権が乗っ取られ、新理事長である海槌麗巳の命令で解雇に近い形で辞職した。

### 麻宮家
麻宮ナツ（）
演 - 清水まゆみ
サキの実母。1942年2月4日生まれ。夫殺しの罪で北関東刑務所に服役。物語が始まった時点で既に警察に収監されていたが、収監されている理由が原作と異なっている。サキが何度も面会に訪れたが決して会おうとしなかった。
かつて海槌剛三の元で秘書として働いており、自分のことを告発しようとしていた麻宮俊也とナツが恋人同士である事実を知った剛三に暴行された過去がある。その後、真相が明らかとなって釈放され、サキと12年ぶりの再会を果たし、あんなに愛した夫を自分が殺したと思い込み、自分を許せず、また自分に母親の資格がないと思ったことやサキの目を見るのが怖かったことなどが原因で自分に対する罰だと思い、面会に応じなかったことを告白。サキと一緒に親子二人の水入らずで暮らし始めたのだが…。
麻宮俊也（）
演 - 長谷川哲夫
サキの父親。ジャーナリスト。金や宝石、株の不正取引をしていた海槌剛三の悪事を調べあげ、雑誌に発表しようとしたが、剛三から妻・ナツとの間にある真相を聞かされ、愕然とするも当時6歳であった一人娘・サキに悲しい思いをさせたくないことから剛三の取り引きに応じるも剛三の手によって殺害される。

### 海槌一族
海槌麗巳（）
演 - 高橋ひとみ（第14話 - 第24話）
海槌剛三の長女。サキ最大の宿敵。新戦略理論、ポリティカル・シミュレーション・テクニック、確率論、意思決定科学を学び、アメリカ留学から帰国後、父・剛三の右腕として亜悠巳たちの学園統合作戦に協力する。鷹ノ羽学園を戦略拠点として、経営権を乗っ取り、新理事長として就任して鷹ノ羽学園の全権を掌握。従来の教師や生徒たちを追放し、代わりに裕福な家庭の子供たちを転校させて洗脳教育を施し、やがて彼らが親の後をついで日本の指導的立場になった時、それを背後から海槌家が操り、最終的に日本支配を目論むことが夢であった。
才色兼備ではあるが、冷酷非道で目的のためなら手段を選ばない、という父の気質を最も強く受け継いだ性格でもあり、子供のころから日本支配の野望を企み、そのために邪魔な人間はすべて抹殺してきた。だが、その野望はサキとその仲間たちに阻まれる。サキを道連れにしようと海槌重工のビルを爆破するが失敗、生き延びた以後は野望を打ち砕いたサキに憎悪を燃やし「私の新しい夢は『サキを抹殺すること』よ!」と宣言。『サキ』の言葉に反応して爆破する爆弾人形を使ってサキを苦しめたり、三平を拉致して洗脳薬・P3Y（ピースリーワイ）を打ち、殺人兵器に仕立てあげサキを襲わせたり、三平を救出した神恭一郎を自らライフル銃で背後から狙撃したが、最後の対決でサキのヨーヨーを受け、倒れるところで工場を爆破させ、自身と共にサキを生死不明の状態にした。
海槌亜悠巳（）
演 - 遠藤康子（第11話 - 第22話）
海槌剛三の次女。海槌三姉妹の中で最初にサキの前に登場、「私の名前は海槌亜悠巳。お前などには到底想像できない世界の人間よ」とサキに挑戦的な言葉を放つ。関東生徒会連合会長として鷹ノ羽学園の制圧を目論んでおり、自らの手下である横山らを鷹ノ羽に送り込み、自主管理委員会を発足させようとするが、それに反発した生徒会長・三井律子の抹殺を命じ、重傷を負わせた。また射撃の名手でもあり、事件を暴こうとするサキの前に現れ、ライフルを使ってサキの肩を狙撃し瀕死の状態へ追い込む。サキ復活後はムチを使用して互角の戦いを繰り広げた。その実力はサキに「こんな相手は初めてだ」と言わしめたほど。長女・麗巳の帰国後は、麗巳の指示に従って行動。麗巳、久巳とともに鷹ノ羽学園での記者会見に臨むが、父・剛三の告白が校内放送によって暴露され、父の告白を止めようと放送室に向かったところを待ち構えていた神に敗北し、取り押さえられ逮捕された。
海槌久巳（）
演 - 浅野なつみ（第13話 - 第22話）
海槌剛三の三女で末っ子。英光芸術学院の生徒で自分の立場を脅かす者には、どんな手段をもってしても排除しようとする。ゆくゆくはピアノの世界の女王として君臨する野望を持っていたが、サキに悪事を暴かれ、逃げる時に非常階段で足を踏み外した音楽教師・川崎敏弘の転落の巻き添えで手を潰され、ピアニストの道を断たれたことでサキを逆恨みし、以後サキを抹殺することにその執念を燃やす。長女・麗巳の帰国後は、麗巳の指示に従って次女・亜悠巳と共に行動する。アーチェリーと投げナイフの使い手でもあり、武器としても使用。麗巳、亜悠巳とともに鷹ノ羽学園での記者会見に臨むが、父・剛三の告白が校内放送によって暴露され、父の告白を止めようと理事長室に向かったところを待ち構えていた三平、沼、美也子たちに周りを取り囲まれ、亜悠巳と共にパトカーで連行された。原作では名前が詠巳となっていて画家志望のキャラクターである。
海槌剛三（）
演 - 神山繁（第14話 - 第22話）
日本の六大財閥の一つである海槌コンツェルン会長。海槌家の当主で、三姉妹の父親。日本財閥の支配を目論む。目的のためなら手段を選ばない冷酷な性格であり、「（海槌家に）歯向かう者がいたら徹底的に排除しろ。支配する者とされる者が違うことをはっきり認識させなくてはいかん」をモットーに掲げるほど。それゆえか海槌家の人間には必ず帝王学を修めさせようとする。嫉妬深い一面もあり、かつて自分の秘書をしていたナツが俊也と恋人同士であることを知ってナツを暴行している。このためサキの実父である可能性があり、サキを試すが、最終的にはサキに拒否され、サキの母・ナツがサキの父・俊也を殺した事件は剛三が俊也を刺殺しその罪をナツに着せたという真相をサキに話しているところを神や三平によって公に暴露され、負けを認めて自決した。

### 海槌関係
横山めぐみ（）
演 - 大友香（第11話、第12話）
鷹ノ羽学園3年D組の転校生。海槌亜悠巳の手下で鷹ノ羽学園制圧に先鋒として送り込まれた刺客のひとり。二千人中たった5人しか解けなかった東大の試験問題を解くほどの秀才。前の学校では、生徒会長をしていたことから生徒会に入会するも自主管理委員会を発足し、鷹ノ羽学園制圧を目論む。学園内では、丸眼鏡をかけてガリ勉の雰囲気を装っているが、戦闘モードに入ると眼鏡を外す。武器はチェーンを使用する。
田川泰子（）
演 - 浅倉みなみ（第11話、第12話）
鷹ノ羽学園2年B組の転校生。同じく亜悠巳の手下で鷹ノ羽学園制圧に先鋒として送り込まれた刺客のひとり。前の学校では、剣道部に在籍していたことから剣道部へ入部し、サキと互角に交え、サキに「できる」と思わせるほどの腕前。自主管理委員会の発足に伴い、剣道部員にも共鳴の意思を促し、学園制圧に乗り出す。戦闘モードでは、ナックルダスターを使用する。
宮原妙子（）
演 - 河合その子（第11話、第12話）
鷹ノ羽学園2年C組の転校生。同じく亜悠巳の手下で鷹ノ羽学園制圧に先鋒として送り込まれた刺客のひとり。美人の転校生と噂されたことから美也子に因縁をつけられる。音楽部に入部し、ピアノの腕前は先生や部員たちが聴き惚れるほどの上級者級。自主管理委員会の発足に伴い、音楽部員にも共鳴の意思を促し、学園制圧に乗り出す。戦闘モードでは、ベアークローを使用する。余談ではあるが第12話での河合の戦闘でのセリフ「ゲームなんだよ!」は他番組でも取り上げられた。
川崎敏弘（）
演 - 西田健（第13話、第14話）
英光芸術学院音楽部教員。世界的ピアニストであり、椎名純子の父・幸一の愛弟子であったが、海槌久巳の絶対的信頼を取り付け、海槌家に取り入る。椎名幸一の亡き後、学部長に就任し、ゆくゆくは学院長に収まることが内定している。海槌久巳の命により、天賦の才能を持った椎名純子が全日本ピアノコンクールを諦めるよう画策するが、その後サキに悪事を暴かれ、逃走中に非常階段から足を滑らせ、久巳の右手を道連れにする形で転落死する。
林たけし（）
演 - 早瀬亮（第15話）
鷹ノ羽学園の転校生。海槌麗巳の送り出した刺客。スポーツ万能、成績優秀、容姿端麗。転校以来、一週間でたちまち学園のトップスターとなり、女生徒にモテモテで逃げ回るほどの人気ぶりだが、サキの背後の組織を探るため、サキとクラスメートで仲良しの長谷川一子を利用して殺害し、サキを一子殺害容疑の殺人犯に仕立てあげ、鷹ノ羽学園から追放させる。その後、サキに正体を見破られ逮捕されるが、同じく麗巳の息のかかった沢入により殺害される。
沢入（）
演 - 山野史人（第2話、第15話、第16話）
警視庁滝野東警察署の刑事。海槌麗巳の配下でサキの背後の組織を探るため長谷川一子殺害容疑でサキを取り調べてマークしていたが、サキが捕らえた真犯人のたけしを殺害して、サキを殺人犯に仕立てあげ、第3特別少年院（通称：地獄城）へ送り込む。その後、神の追及に追われるなか、麗巳の配下に口封じのため狙撃されるも一命を取り止め、ボロボロと自白を始める。
深町ミドリ（）
演 - 牧野美千子（第16話）
第3特別少年院の収容生。海槌麗巳から派遣された刺客。サキの背後の組織を探るためにサキと同じ特別房に入り、サキに近づく。看守である田代がサキの始末に失敗した時の目付役。釘を口で飛ばして攻撃する。
田代（）
演 - 伴直弥（第16話）
第3特別少年院、通称：地獄城の看守。表面は真面目であるが、実際は海槌麗巳の配下であり、サキの背後の組織を探るために懲罰の名に置いてサキを苦しめる。その後、用済みとなったサキを消そうとするが、逆にサキにやられ、海槌との関係を自白されそうになるところを同じく麗巳の配下である深町ミドリに口封じのため殺害される。
高倉（）
演 - 小山昌幸（第16話 - 第18話）
海槌麗巳の鷹ノ羽学園進出計画として学園に派遣された教師のひとり。国語を担当。口ひげを生やしている。麗巳の指令を受けて、鷹ノ羽学園の従来の在学生を辞めさせるために徹底した厳しい指導を行なう。
矢崎（）
演 - 大塚国夫（第21話、第22話）
海槌剛三の顧問弁護士。かつては地方検察庁の検事だったが、当時から剛三の参謀として悪事の片棒を担ぎ、麻宮サキの母・ナツの裁判では死刑を急告した。その後、真相が明るみに出た際、サキを殺そうとしたが、神によって逮捕される。
米国スーパーウェポン研究所の主任研究員
演 - 溝口舜亮（第23話）
爆弾作りのスペシャリスト。アメリカから呼び寄せた麗巳がサキの抹殺を図るための人形爆弾を製作する。今一歩のところで救われるサキに苛立つ麗巳を色目を使ってなだめようとしたが、麗巳によって刺殺される。

### ゲスト

#### 第1話「謎の転校少女サキ」
山崎弘子（）
演 - 大島明美
聖アンナ女子学園の生徒。奨励金により在学していることで金持ち令嬢グループから迫害を受ける。理事長たちの不正を暴こうとし亡くなった先輩である中村 路子（）に不正入学の名簿のことを知らされる。
野々宮徳太郎（）
演 - 神田隆
聖アンナ女子学園理事長。奨励金の生徒を利用して、不正入学や替え玉受験を画策し、学園の私腹を肥やす。
野々宮の部下
演 - 近藤宏
理事長と一緒に不正入学や替え玉受験を画策する。
野々宮礼子（）
演 - 大川陽子
理事長の娘で聖アンナ女子学園の生徒会長。奨励金の生徒を迫害するが、後に自分も裏口入学であったことが発覚する。
- その他 - みずきあい、立原ちえみ、半田真由美、丸山裕子、あやしろ明、上野由美子、松本祐美、井上敦子、二階堂美由紀、森塚敏

#### 第2話「帰って来た不良少女サキ!」
鷹ノ羽学園女性用務員
演 - 高畑淳子
同僚の男性用務員（演 - 大木正司）と共謀し、銀行強盗を働きサキを強盗犯に仕立てる。
- その他 - 菊地陽子、山野史人、高月忠、森塚敏

#### 第3話「爆破魔を追いつめろ!」
清水（）
演 - 松田洋治
鷹ノ羽学園生徒。三平とは中学時代からの親友。受験勉強に嫌気がさして“おタスケマン”と名乗り、鷹ノ羽学園に爆弾と称して花火を仕掛ける愉快犯として暗躍。その後爆弾魔に脅迫され本物の爆弾を仕掛けさせられる。
道原（）
演 - 石山律雄
鷹ノ羽学園の化学教師。過去に自分の感情から生徒を殴り、停職処分となりそれ以来校長を恨み、清水が起こした爆弾騒動に便乗し、彼を利用して学園内を爆破させることを企む。
- その他 - 菊地陽子、平井一幸

#### 第4話「白い炎に地獄を見た!」
早坂奈々美（）
演 - 牧口昌代
サキのクラスメート。父親殺害の容疑で刑事を装った犯人グループに連行され、監禁される。
奈々美の母親
演 - 左時枝
娘を誘拐されて半狂乱になっている。それを見たサキが自らの母親のイメージとダブらせる。
黒崎 喜三郎（）
演 - 幸田宗丸
青雲建設会長。ニュータウン開発汚職事件の黒幕。
黒崎の部下
演 - 黒部進
黒崎の手下。汚職事件の内部告発をしようとした奈々美の父親を死に追いやる。
- その他 - 守谷俊志、佐々森勇二

#### 第5話「黒ミサは午前2時に!」
竹中（）
演 - 五代高之
カトレア女子学園の教師。女生徒に人気があり、自分に恋した女生徒が次々に不審な死を遂げる。
今野光枝（）
演 - 大林真由美
カトレア女子学園の副寮長。竹中先生に恋するあまり、先生に恋する女生徒に催眠術をかけて自殺に追いやる。
- その他 - 羽史玲子、楢林真由美、須山明子

#### 第6話「アイドルを狙え!」
泉ゆかり（）
演 - 北原佐和子
“レモン色の妖精”と言われる人気アイドル。小学生の時、幾度か放火未遂を繰り返して保護観察処分になった前歴がある。
中根真（）
演 - 太田直人
ゆかりの恋人。過去にゆかりが放火をしようとした現場を押さえて、ゆかりを更生させる。
林田（）
演 - 清水章吾
ゆかりのマネージャー。西浦専務と手を組み、ゆかりを放火魔に仕立てることでゆかりの父親を失脚させ、自分は財界をバックに芸能界を牛耳るプロダクションの社長に納まろうと画策する。
泉大造（）
演 - 草薙幸二郎
ゆかりの父。ユニバーサル電工株式会社社長。毎年必ず長者番付に顔を出す大物で何でも金の力で解決しようとする。
西浦（）
演 - 歌澤寅右衛門
ユニバーサル電工株式会社専務。マネージャーの林田と内通しており、ゆかりの父親である泉社長の失脚を目論む。
- その他 - 大館光信、亀山達也、上田弘司、福岡翼

#### 第7話「愛と憎しみのアーチェリー」
堀江由美（）
演 - 財前直見
私立クローバー女子学園アーチェリー元部員。不良仲間からは“はぐれの由美”の異名をもつ元スケバンであったが、門間先生の熱意により上達し、一時はアーチェリー部のエースとなり県大会二位の実績を誇るも、強制的に廃部を行う教師に弓を放ったことから退学処分となる。退学になった後も唯一門間先生を心の底から信頼している。
門間（）
演 - 大場順
私立クローバー女子学園アーチェリー部顧問教師。生徒の個性を大切にする主義で自由にさせていたことが校風の反感を買い、廃部に追い込まれたことでアーチェリー部の復讐を行おうとする。
- その他 - 出光元、船渡伸二、栗田八郎、藤江幸子、染谷早苗、中村直美

#### 第8話「女高生モデル殺人事件」
山口信一郎（）
演 - 堀広道
帝都大学3年生でアイドル研究会主催者。雑誌やCMに女子高生を集め、モデルとして売り込み高い利益をあげる。セスナ機や別荘を所有し、何人もの自社モデルの女性をたぶらかしている。エリート意識が強い。
中原ミカ（）
演 - 佐藤ゆかり
女子高校モデルクラブCITY-GALS所属。山口に近づく女性に嫉妬し、脅しをかける。
- その他 - 佐々木敏恵、池田光隆、小林徹也、山下栄絵、山浦栄、鎌田功、内田修司、久慈英朗、小笠原東一郎

#### 第9話「いじめの根を断て」
青山優子（）
演 - つちやかおり
都立泉ヶ丘高校の生徒。万引きグループからいじめを受け、嫌々ながらも万引きに手を染める。父親は正義感の強いPTA役員で非行少年の更生に努めていたが、何者かにひき逃げされ死亡。実家はラーメン店を経営している。
矢口（）
演 - 田浦智之
万引き犯のリーダー。万引き事件のバックが自分であることを突き止めた優子の父親を口封じのために殺害する。
- その他 - 名取幸政、吉本選江、円谷文彦、白井桂、秋吉信人、大野正敏、若林立夫、田口枝里、田中潔、山岡弘征、森宏之、佐藤昭則

#### 第10話「狙われたアタッカー」
水島直子（）
演 - 茂野幸子
鷹ノ羽学園女子バレーボール部員。超高校級のエースアタッカーとして全日本チームにも選抜され、ソウルオリンピックの星と期待されている。学年は一年上だが、三平の子供のころからの友達。子供のころからの憧れである東南紡績に内定が決まっていたが、黒田たちの画策により、ロイヤル紡績に就職を決められ、ショックのあまり自分の右腕を傷つける。
大木（）
演 - 辻萬長
鷹ノ羽学園女子バレーボール部顧問教師。高校バレーボール界では有名な監督で直子を中学時代から目をかけていて、鷹ノ羽学園にひっぱってきた恩師。一年前の交通事故により、妻の治療費の負担の捻出から黒田の誘いに乗る。
黒田（）
演 - 早川雄三
鷹ノ羽学園女子バレーボール部後援会長。街有数の資産家で昔からバレーボール好きであったが、裏では有望選手を裏金で仲介して私腹を肥やす。
- その他 - 芹澤直也、松本美佐代

#### 第11話「第二部 悪魔の三姉妹編 序章」
三井律子（）
演 - 蝦名由紀子（第12話）
鷹ノ羽学園生徒会長であり、剣道部主将。幼いころ、交通事故で両親を失い、現在アパートで一人暮らしをしている。明るい性格で同じ境遇（一人暮らし）のサキに魅かれて、剣道部入部を勧誘する。転校生・横山たちが生徒会で自主管理委員会を発足しようとしたことに異を唱えたことにより、何者かに襲われ、重体となり、昏睡状態に陥るが後に意識が回復する。
- その他 - 菊地陽子（第12話）、三浦忠（第12話）、平井一幸（第12話）、福岡康裕、池上明治

#### 第12話「サキ! お前はもう死んでいる!」
- その他 - 高橋裕子

#### 第13話「殺しのメロディーを弾け!」
椎名純子（）
演 - 林田晃枝（第14話）
鷹ノ羽学園の転校生。海槌家の陰謀により、両親を事故に見せかけて殺されてしまった中、ただ一人生き残る。暗闇指令からの命令により、サキの住まいに居候する。天才ピアニストである父の教育を受け、人の心を一度に掴んでしまう天賦の才能を持った演奏力があり、亡くなった父のためにも懸命に新人の登龍門である全日本ピアノコンクールを目指す。コンクールの最中に父の愛弟子であった川崎に刺されるも最後まで演奏を行ない、演奏終了後に倒れるが無事一命を取り止める。
椎名幸一（）
演 - 石山毅
英光芸術学院音楽部学部長。若いころは天才ピアニストと騒がれた人物。元々は伝統ある学校である英光芸術学院であったが、海槌家が金の力で乗っ取り、異に染まない指導陣を次々と追い出すなか、最後まで学院に残り、海槌家に抵抗していたが、海槌家の陰謀により、事故死する。

#### 第14話「血ぬられた鍵盤」
- その他 - 五月女雅裕、草野裕、中平良夫、後藤哲夫

#### 第15話「サキ! 罠にはまる」
- その他 - 友金敏雄、犬塚徳子、小岩由美、樋口けい子、三上ひろ子、浮田真

#### 第16話「決死の脱出! 恐怖の地獄城」
桜木（）
演 - 露原千草
第3特別少年院の院長。サキが悪態ついても手馴れているようで特に感情を露にすることなく、穏やかに接する。
- その他 - 藤岡洋右、藤井章人、堀隆博、星野豊博、高塚信、倉本ありさ、知野方子、宮本康代、佐伯徹

#### 第17話「鷹の羽学園は燃えているか」
- その他 - 菊地陽子、堀隆博、星野豊博、高塚信、高橋秀治、楊静枝

#### 第18話「登場! もう一人の特命刑事（デカ）」
片桐陽一（）
演 - 南城竜也
元自転車競技のオリンピック選手。幼い時に両親を亡くし、妹・光恵（）と二人暮らしであったが、3年前に海槌系列企業の秘書をしていた光恵が偶然にも汚職の秘密を知ってしまい、殺害される。そのため特命刑事となり、海槌家に接近して情報収集を命じられ、自転車屋を経営しながら常連客である海槌麗巳に接近して海槌家を内偵していた。偶然、麗巳の追っ手から逃れるサキと接触事故を起こして介抱するも、麗巳に素性がばれてしまう。サキを守ろうと亜悠巳の放った凶弾に倒れ、死に際にサキと海槌剛三との間の秘密を語ろうとしたが、命が途絶える。

#### 第19話「暴かれたサキ出生の秘密!」
山本（）
演 - 大林隆介
ホーナー博士の友人。ホーナー博士の居所を伝えようとしたが、サキとエイミーが尾行されたことを知り、その場から逃れようとするも海槌久巳の放ったナイフが刺さり死亡。
エイミー・ホーナー
演 - アンジェラ・チャンス（第20話）
ホーナー博士の一人娘。日本に潜伏したホーナー博士と密会するために来日する。日本語が話せない。海槌家の魔の手から守るためにサキたちが保護するも三平の急所に蹴りを入れるなどじゃじゃ馬ぶりが見られる。その後、父と無事再会を果たし、父と帰国する。

#### 第20話「呪われた父と娘（こ）!?」
ラルフ・ホーナー
演 - ユーベル・ジョアニアン
アメリカの生物工学博士。生まれる前からの人間の性格や能力を思うように作り上げることができるサイバネティックスコントロールを完成させたことで東西両陣営がDr.ホーナーを奪い合おうと熾烈な工作合戦を始めたことにより、これを嫌ったホーナー博士は自分の仕事に後悔、嫌悪して姿をくらます。妻と子を巻き込まないためにかつて留学経験のあった日本の奥多摩に潜伏していたが、サキたちの熱意により、母国へ戻り、親子3人で暮らすことを誓う。
- その他 - 服部利佳子、高山淳子、久慈英明、山田光一、舟久保信之

#### 第21話「父さんを殺したのはお前だ!!」
- その他 - 長江英和（第22話）、五野上力（第22話）

#### 第23話「恐るべき死の爆弾人形!!」
木村和美（）
演 - 大津美智子
鷹ノ羽学園2年B組の生徒。2年前に母を亡くしてから幼い妹と二人暮らし。父親が長期の海外出張中のため、一家の主婦代わりとして留守を守って妹の世話をしながら学校に通っていた。サキとマスコット人形を交換したことからサキと間違われて麗巳の配下に襲われ、意識不明の重体となるが、後に意識を取り戻す。
木村ゆかり（）〈6〉
演 - 島名美里
木村和美の妹。麗巳の策略によって仕掛けられた爆弾人形を受け取り、一日中大事に持ち歩いている。姉・和美の入院中、姉代わりのサキを慕って一緒に暮らしていたが、爆弾人形の作動から間一髪のところをサキに救われる。

#### 第24話「悪魔の三姉妹編 最終回 サキよ永遠（とわ）に」
- その他 - 小泉豊、上田弘司

## スタッフ
- 原作 - 和田慎二
- 脚本 - 杉村のぼる、土屋斗紀雄、海野朗（江連卓）、遠野海彦（江連卓）、山中伊知郎、橋本以蔵
- 音楽 - 新田一郎
- 監督 - 坂本太郎、田中秀夫、小西通雄、前嶋守男、小野原和宏
- 主題歌 - 斉藤由貴「白い炎」（キャニオン・レコード）
- 挿入歌
  - 渡辺千秋「予言」（第6話）
  - 北原佐和子「夢で逢えたら」（第6話）
※ノンクレジット
- 企画 - 岡正（フジテレビ）
- 撮影 - 池田健策、林迪雄
- 照明 - 関口弥太郎、大森康次
- 美術 - 安井丸男
- 録音 - 熊谷良兵衛
- 編集 - 只野信也
- 記録 - 山下千鶴、佐々木禮子
- 選曲 - 秋本彰
- 整音 - 東映仕上センター
- 効果 - 原田千昭（原田サウンド）
- 助監督 - 前嶋守男、武田秀雄、竹内英孝
- 装置 - 脇田紀三郎
- 装飾 - 装美社
- 衣裳 - 東京衣裳
- 美粧 - サンメイク
- アクションクリエーター - 岡田勝
- 現像 - 東映化学
- ヨーヨー指導 - 滝雅也
- 衣裳協力 - やまと、コミネオートセンター
- 進行主任 - 藤沢克則
- 制作担当 - 小貫繁子、鈴木勝政
- プロデューサー - 前田和也（フジテレビ）、中曽根千治
- プロデューサー補 - 手塚治
- 制作 - フジテレビ、東映

## 放送日程

### 連続ドラマ
| 各話                                                            | 放送日   | サブタイトル                       | 脚本                  | 監督     | 視聴率 |
| --------------------------------------------------------------- | -------- | ---------------------------------- | --------------------- | -------- | ------ |
| 第1話                                                           | 04月11日 | 謎の転校少女サキ                   | 杉村のぼる 土屋斗紀雄 | 坂本太郎 | 13.3%  |
| 第2話                                                           | 04月18日 | 帰って来た不良少女サキ!            | 杉村のぼる            | 坂本太郎 | 13.5%  |
| 第3話                                                           | 04月25日 | 爆破魔を追いつめろ!                | 杉村のぼる            | 田中秀夫 | 13.7%  |
| 第4話                                                           | 05月02日 | 白い炎に地獄を見た!                | 海野朗                | 田中秀夫 | 12.9%  |
| 第5話                                                           | 05月16日 | 黒ミサは午前2時に!                 | 遠野海彦              | 小西通雄 | 09.6%  |
| 第6話                                                           | 05月30日 | アイドルを狙え!                    | 山中伊知郎            | 小西通雄 | 11.7%  |
| 第7話                                                           | 06月06日 | 愛と憎しみのアーチェリー           | 橋本以蔵              | 田中秀夫 | 10.7%  |
| 第8話                                                           | 06月13日 | 女高生モデル殺人事件               | 山中伊知郎            | 田中秀夫 | 13.1%  |
| 第9話                                                           | 06月27日 | いじめの根を断て                   | 遠野海彦              | 坂本太郎 | 10.9%  |
| 第10話                                                          | 07月04日 | 狙われたアタッカー                 | 遠野海彦              | 坂本太郎 | 12.4%  |
| 第11話                                                          | 07月11日 | 第二部 悪魔の三姉妹編 序章         | 杉村のぼる            | 田中秀夫 | 15.6%  |
| 第12話                                                          | 07月18日 | サキ! お前はもう死んでいる!        | 杉村のぼる            | 田中秀夫 | 15.0%  |
| 第13話                                                          | 07月25日 | 殺しのメロディーを弾け!            | 杉村のぼる            | 坂本太郎 | 17.0%  |
| 第14話                                                          | 08月01日 | 血ぬられた鍵盤                     | 杉村のぼる            | 坂本太郎 | 13.6%  |
| 第15話                                                          | 08月08日 | サキ! 罠にはまる                   | 橋本以蔵              | 田中秀夫 | 12.0%  |
| 第16話                                                          | 08月15日 | 決死の脱出! 恐怖の地獄城           | 山中伊知郎            | 田中秀夫 | 12.1%  |
| 第17話                                                          | 08月22日 | 鷹の羽学園は燃えているか           | 杉村のぼる            | 坂本太郎 | 14.9%  |
| 第18話                                                          | 09月05日 | 登場! もう一人の特命刑事           | 杉村のぼる            | 坂本太郎 | 15.3%  |
| 第19話                                                          | 09月12日 | 暴かれたサキ出生の秘密!            | 橋本以蔵              | 田中秀夫 | 14.0%  |
| 第20話                                                          | 09月19日 | 呪われた父と娘!?                   | 山中伊知郎            | 田中秀夫 | 14.1%  |
| 第21話                                                          | 09月26日 | 父さんを殺したのはお前だ!!         | 遠野海彦              | 坂本太郎 | 13.2%  |
| 第22話                                                          | 10月10日 | 地獄に落ちろ! 悪魔の一族           | 遠野海彦              | 坂本太郎 | 09.6%  |
| 第23話                                                          | 10月17日 | 恐るべき死の爆弾人形!!             | 海野朗                | 田中秀夫 | 10.4%  |
| 最終話                                                          | 10月24日 | 悪魔の三姉妹編 最終回 サキよ永遠に | 杉村のぼる            | 田中秀夫 | 14.5%  |
| 平均視聴率 13.04%（視聴率はビデオリサーチ調べ、関東地区・世帯） |          |                                    |                       |          |        |

### スペシャル
| 放送日         | サブタイトル            | 脚本                                                      | 監督       | 視聴率 |
| -------------- | ----------------------- | --------------------------------------------------------- | ---------- | ------ |
| 1985年10月31日 | 番外編 さよなら斉藤由貴 | 杉村のぼる 土屋斗紀雄 海野朗 遠野海彦 山中伊知郎 橋本以蔵 | 小野原和宏 | 12.9%  |
| 1986年09月01日 | 特別篇 麻宮サキ名場面集 | 橋本以蔵                                                  | 前嶋守男   | 9.8%   |

## 放送局
系列は当時のもの
| 対象地域       | 放送局         | 系列                                         | 放送日時                                     | 備考        |
| -------------- | -------------- | -------------------------------------------- | -------------------------------------------- | ----------- |
| 関東広域圏     | フジテレビ     | フジテレビ系列                               | 木曜 19:30 - 20:00                           | 制作局      |
| 北海道         | 北海道文化放送 | フジテレビ系列                               |                                              |             |
| 青森県         | 青森テレビ     | TBS系列                                      | 月曜 - 金曜 16:00 - 16:30 日曜 10:30 - 11:00 | [ 注釈 12 ] |
| 岩手県         | 岩手放送       | TBS系列                                      | 月曜 - 木曜 16:07 - 16:35                    | [ 注釈 13 ] |
| 秋田県         | 秋田テレビ     | フジテレビ系列 テレビ朝日系列                |                                              |             |
| 山形県         | 山形テレビ     | フジテレビ系列                               |                                              |             |
| 宮城県         | 仙台放送       | フジテレビ系列                               | 木曜 19:30 - 20:00                           |             |
| 福島県         | 福島テレビ     | フジテレビ系列                               | 木曜 19:30 - 20:00                           |             |
| 山梨県         | 山梨放送       | 日本テレビ系列                               |                                              |             |
| 新潟県         | 新潟総合テレビ | フジテレビ系列                               |                                              |             |
| 長野県         | 長野放送       | フジテレビ系列                               |                                              |             |
| 静岡県         | テレビ静岡     | フジテレビ系列                               |                                              |             |
| 富山県         | 富山テレビ     | フジテレビ系列                               | 木曜 19:30 - 20:00                           |             |
| 石川県         | 石川テレビ     | フジテレビ系列                               | 木曜 19:30 - 20:00                           |             |
| 福井県         | 福井テレビ     | フジテレビ系列                               | 木曜 19:30 - 20:00                           |             |
| 中京広域圏     | 東海テレビ     | フジテレビ系列                               |                                              |             |
| 近畿広域圏     | 関西テレビ     | フジテレビ系列                               |                                              |             |
| 島根県・鳥取県 | 山陰中央テレビ | フジテレビ系列                               |                                              |             |
| 岡山県・香川県 | 岡山放送       | フジテレビ系列                               |                                              |             |
| 広島県         | テレビ新広島   | フジテレビ系列                               |                                              |             |
| 山口県         | テレビ山口     | フジテレビ系列 TBS系列                       |                                              |             |
| 徳島県         | 四国放送       | 日本テレビ系列                               |                                              |             |
| 愛媛県         | テレビ愛媛     | フジテレビ系列                               |                                              |             |
| 高知県         | テレビ高知     | TBS系列                                      |                                              |             |
| 福岡県         | テレビ西日本   | フジテレビ系列                               |                                              |             |
| 佐賀県         | サガテレビ     | フジテレビ系列                               |                                              |             |
| 長崎県         | テレビ長崎     | フジテレビ系列 日本テレビ系列                |                                              |             |
| 熊本県         | テレビ熊本     | フジテレビ系列 テレビ朝日系列                |                                              |             |
| 大分県         | テレビ大分     | フジテレビ系列 日本テレビ系列 テレビ朝日系列 | 木曜 19:30 - 20:00（1985年9月まで）          | [ 注釈 14 ] |
| 宮崎県         | テレビ宮崎     | フジテレビ系列 日本テレビ系列 テレビ朝日系列 |                                              |             |
| 鹿児島県       | 鹿児島テレビ   | フジテレビ系列 日本テレビ系列                |                                              |             |
| 沖縄県         | 沖縄テレビ     | フジテレビ系列                               |                                              |             |

## 書籍
- 『斉藤由貴inスケバン刑事(デカ)―てめえら、許さねえ!』フジテレビ出版、ISBN 4-89353-061-5

## 映像ソフト化
- ビデオ（VHS、レンタル専用）は全6巻が東映ビデオよりリリースされている。
- 2004年6月21日から12月10日にかけてDVDが東映ビデオより発売された。全3巻の各2枚組で各巻10話（Vol.3のみ1枚・5話）収録。
- 2025年9月24日にHDリマスター版Blu-rayが東映ビデオより発売される。BOXは2025年9月24日に発売され、第1話から第24話を収録。全4枚組で、最終ディスクには映像特典も収録。初回特典としてブックレットの封入が予定されている。

## ネット配信
- YouTube「東映シアターオンライン」で、2022年12月1日より「据置枠」で第1・2話が常時無料配信されている。2023年8月10日からは同チャンネルの登録者数30万人突破を記念して、第3・4話を同年9月30日まで期間限定で無料配信されている。
- 2023年8月1日からは、東映の有料配信サービス『東映特撮ファンクラブ』にて、HDリマスター版が配信開始[27]。